# 경의재
경의재는 대구광역시 북구 노곡동에 있다.

## 개요
조선 세종때 백촌 김문기(사육신의 한사람으로 거론)선생의 충절과 유적을 기리기 위해 건립되었다.